# Mecometopus arixi
Mecometopus arixi là một loài bọ cánh cứng trong họ Cerambycidae.